# Exotheca
Exotheca es un género de plantas herbáceas de la familia de las poáceas. Es originario de África tropical.

## Especies
- Exotheca abyssinica (Hochst. ex A.Rich.) Andersson
- Exotheca chevalieri (A. Camus) A.Camus ex M.Schmid